# 李稙
李稙，或作李植，字元直，泗州临淮（今江苏泗洪东南）人，南宋政治人物。
李稙年轻时好学，被晁无咎所赏识，把女儿嫁给他。宋钦宗靖康年间，借补迪功郎，督船四百艘，招募民兵二万余人，总押犒师银、粮，自淮入徐州趋济，一共十余战，终于到达康王幕府。绍兴初年，为鄂州通判，曾击破游寇马友、孔彦舟等部，官至户部员外郎。秦桧当国，请求为祠官奉亲，寓居醴陵十九年。秦桧死后，复出，历知徽州、镇江府，提刑江西。乾道二年（1166年），为江南东路转运使兼知建康府，上书建言防江十策。后以宝文阁学士致仕。常和刘锜、胡安国往来讲论，始终以议和为恨。七十六岁去世，谥忠襄，有《临淮集》。